# Chaetogonopteron sublaetum
Chaetogonopteron sublaetum är en tvåvingeart som beskrevs av Yang och Patrick Grootaert 1999. Chaetogonopteron sublaetum ingår i släktet Chaetogonopteron och familjen styltflugor.
Artens utbredningsområde är Yunnan (Kina). Inga underarter finns listade i Catalogue of Life.